# 关公战秦琼
《关公战秦琼》是一传统相声，也是一齣時代錯置幽默。关公与秦琼出生于不同年代，不可能相战。

## 历史
相声《关公战秦琼》的创作者为天津相声演员张杰尧，主要内容源自收录于张杰尧编印的《笑海》之中的一则笑话:381-382。张杰尧还曾创作过题材类似的《罗成戏貂蝉》和《张飞打严嵩》。当时相声的主人公是臭名昭著的山东军阀张宗昌。侯宝林在1960年代初对这段相声进行了改编，将主角换为韓復榘，与郭启儒共同表演。1999年8月6日再度由相聲瓦舍的馮翊綱及宋少卿所演出的的「哈戲族」中演出，戲中主角改為一位不知名的101歲老壽星。

## 内容
侯宝林版《关公战秦琼》说的是一个戏班子到山东济南的韩复榘家为其父生日唱堂会，表演关于三国时期关羽过五关斩六将的京剧名段《千里走单骑》。寿星不识“红脸”，得知关羽家乡在山西蒲州后对“山西人到我们山东来打仗”极为不满，以整个戏班子饿上三天三夜相威胁，要求唱隋唐时期山东大将秦琼和关公比试较量的戏。因为关公和秦琼二人所处时代相差几百年之多，所以闹出了极大的笑话。